# Shake Your Hips
Shake Your Hips is een Engelstalige single van de Belgische new beat-formatie Erotic Dissidents uit 1988.
De B-kant van de single was een instrumentale versie van het liedje.
Het nummer verscheen in maxi-versie op het album Naked Angel uit 1989.

## Meewerkende artiesten
- Muzikanten:
  - Herman Gillis (programmatie)
  - Jo Casters (programmatie)
  - Daan Stuyven (backing vocals)